# Chipillico

Chipillico es un pueblo peruano ubicado en el distrito de Las Lomas, perteneciente a la provincia y departamento de Piura, en el norte del Perú.  Se encuentra en un valle fértil atravesado por el río del mismo nombre, siendo un centro poblado con una rica historia de interculturalidad y una vibrante vida comunitaria.

## Toponimia
El nombre "Chipillico" proviene de la planta silvestre "Chipilco", que crecía abundantemente entre los montes y cerca de los ríos y quebradas de la zona.

## Ubicación
Chipillico se ubica al noreste de la provincia de Piura, a una altitud media de 350 m s. n. m.. Sus coordenadas son 4°43′07″S 80°07′49″O. El pueblo forma parte del distrito de Las Lomas, que limita al norte con Suyo y Lancones, al sur con Tambogrande, al este con Sapillica y Paimas, y al oeste con la provincia de Sullana. Esta ubicación lo convierte en un punto de conexión natural entre la costa y las estribaciones de la sierra piurana.

## Clima e Hidrografía
El clima de la zona es cálido y seco, característico del bosque seco ecuatorial de la región, conocida como la "ciudad del eterno sol". Presenta una temporada de lluvias marcada entre diciembre y abril.
El eje vital del pueblo es el río Chipillico, que atraviesa el valle y es fundamental para la agricultura y la vida diaria. Sus aguas, consideradas cristalinas por los pobladores, son usadas para el riego, el consumo y como principal espacio de recreo y socialización, donde es costumbre "darse un chapuzón" para aplacar el calor. El río alimenta al Reservorio San Lorenzo.

## Historia

### Fundación
Según registros locales, el valle de Chipillico fue fundado en 1783 por un grupo de personas lideradas por el obispo Jaime Martínez, estableciéndose desde entonces como un centro agrícola y humano de importancia para la región.

### Época de las Haciendas y Fusión Cultural
La historia moderna de Chipillico está profundamente ligada al sistema de haciendas que dominó la región en el siglo XIX. Este período fue un crisol forzado donde distintas culturas se encontraron y fusionaron.
- Primeros Asentamientos (c. 1827): Hacia 1827, las tierras de la zona pertenecían a grandes latifundios como las haciendas Chipillico, Suipirá, Curban y Pelingará, propiedad del hacendado español Vicente María Fernández de Otero. La mano de obra estaba compuesta por campesinos locales de raíces andinas y trabajadores esclavizados de origen africano.
- Llegada Afro-Jamaiquina (1867): Un evento transformador ocurrió en 1867, cuando el nuevo dueño de la hacienda, el ecuatoriano José Ángel Palacio, trajo desde Loja (Ecuador) a varias familias de trabajadores de procedencia jamaiquina. Estos nuevos pobladores se asentaron en las faldas de Las Lomas, en la margen izquierda del río Chipillico, y su presencia fue tan significativa que dio origen al apelativo popular de los “Negros lomeños”.
- Encuentro y Reconciliación: Mientras en la margen izquierda se establecía la comunidad afrodescendiente, en la margen derecha, en los terrenos de la Hacienda Yuscay (propiedad de Francisco Burneo), vivían campesinos de otras zonas de Piura como Ayabaca, Chulucanas y Morropón. Los registros históricos indican que al principio existió una fuerte enemistad entre ambos grupos. Sin embargo, con el tiempo, la convivencia y la necesidad mutua superaron los conflictos, estableciéndose lazos de amistad y confraternidad.

## Hitos políticos
Un hito importante en su desarrollo político y comunal ocurrió en 1995, cuando fue elegido el primer alcalde del centro poblado, el señor Santo Ruiz Ancajima, marcando el inicio de una gestión más autónoma de sus asuntos locales. Posteriormente, la Municipalidad del Centro Poblado Chipillico fue creada oficialmente el 3 de abril de 2007, mediante la Ordenanza Municipal N° 09-2007-C/CPP emitida por la Municipalidad Provincial de Piura.

## Demografía
En 2017 Chipillico tenía una población de 1273 habitantes.
| Gráfica de evolución demográfica de Chipillico entre 1993 y 2017 |
|                                                                  |
| Fuentes: Población 1993 y 2017                                   |

## Economía

### Agricultura y Ganadería
Desde sus inicios, Chipillico ha sido un centro agrícola y ganadero. Se cultivan productos como maíz, mango, plátano, limón, frijol, yuca, carambola, ciruela y maracuyá. En la ganadería, destacan la cría de chivos, vacas, corderos y gallinas.

## Cultura
La cultura de Chipillico es el resultado vivo de su historia de mestizaje. En ella dialogan la herencia andina, el legado afrodescendiente y las costumbres de la costa norte peruana.

## Gastronomía
La mesa de Chipillico refleja la fusión de los productos de su valle con los que llegan de la sierra.
- Plato Insignia: El plato considerado más representativo es el cabrito verde con tamales de choclo y sarsa de cebolla, acompañado del jugo de carambola, una fruta local.
- Influencia Andina: Gracias al constante intercambio comercial con la sierra de Sapillica, son parte de la dieta local productos como el olluco, las habas frescas y el trigo en grano. Con este último se elabora un tradicional pan de trigo artesanal que se vende especialmente durante las fiestas. Platos como el pepián de choclo, la sopa de arvejas y las tortillas de trigo con queso son fundamentales en la cocina casera.
- Sabores del Valle: Se aprovechan los productos locales como el arroz, el frejol de palo, la yuca y el camote. Son muy populares el ceviche de caballa, con su sabor intenso y el limón característico de Piura, y la tilapia frita, pescada del río y usualmente acompañada de menestra y arroz.
- Comida Festiva: Durante las fiestas, las calles se llenan de puestos de salchipollo y bocadillos dulces. En la peregrinación al Señor Cautivo, los pobladores preparan platos contundentes como caldo de gallina y sopa de res para los caminantes.

## Festividades
- Fiesta del Señor de la Misericordia ("Fiesta del 20"): Es la fiesta patronal más importante de Chipillico, celebrada cada mes de septiembre en honor al Señor de la Misericordia. Conocida popularmente como la "Fiesta del 20", tiene una duración de tres días y es una ocasión especial para el reencuentro de familias. El pueblo se transforma con la llegada de juegos mecánicos, ferias comerciales y gastronómicas. Por la noche, en el día centra se queman "castillos" de fuegos artificiales y la procesión del santo patrón recorre las calles al son de bandas de música.
- Las Rogaderas: Una tradición ancestral que muestra la profunda conexión del pueblo con la agricultura. La comunidad saca a sus santos en procesión hacia el barrio de San Miguel, donde, bajo algarrobos centenarios, se realizan oraciones para pedir la bendición del agua. Es costumbre compartir mazamorra de yuca y camote como parte de la celebración.
- Fiesta a la Virgen Pura y Limpia: Celebrada cerca al cementerio, es una réplica de la festividad del distrito serrano de Sapillica, lo que evidencia el fuerte y continuo diálogo cultural con la sierra.

## Danza y musica
La identidad musical de Chipillico es un claro reflejo de su interculturalidad. Si bien en las fiestas las bandas de música contratadas tocan un repertorio variado que puede incluir marineras y tonderos, el baile que enciende la celebración y une a la comunidad es el Sanjuanito. Este ritmo alegre, de compás festivo y zapateo contagiante, es una herencia directa de la sierra de Piura y del sur de Ecuador, mostrando una hermandad cultural que trasciende fronteras.

## Tradiciones y costumbres
- Prestarse Fuerzas: Es la base de la solidaridad comunitaria. Consiste en un sistema de trabajo recíproco sin pago monetario, donde los vecinos se ayudan mutuamente en las labores agrícolas, con el compromiso de devolver la ayuda cuando sea necesario.
- Faenas Comunales: Son trabajos colectivos para el bien del pueblo, como la limpieza de canales o del colegio. La participación es un deber cívico.
- Rondas Campesinas: Son la organización de base para la seguridad y la justicia local, gestionada por los propios pobladores.
- Corte de Moño: Un rito de paso de origen andino para celebrar el primer corte de cabello de un niño, donde los "padrinos" ofrecen regalos a cambio de un mechón.
- Fauna Simbólica: Un animalito que identifica al pueblo es la cucula, un tipo de ave que hasta el día de hoy se acerca a las casas en busca de granos de arroz.

## Atractivos turísticos
Chipillico y su entorno ofrecen diversos puntos de interés histórico y natural:
- Plaza Principal e Iglesia del Señor de la Misericordia: El centro cívico y espiritual del pueblo.
- Bocatoma de Chipillico: Una importante obra de ingeniería que forma parte del sistema de irrigación San Lorenzo.
- Ex Casa Hacienda de Pampa Elena: Un lugar que evoca la historia de las antiguas haciendas que dieron origen a la comunidad.
- Reservorio San Lorenzo: Conocido como la "represa de Los Cocos", es una monumental obra de ingeniería inaugurada en 1959 que embalsa las aguas del río Chipillico. Es un lugar para el turismo de naturaleza, la pesca y los paseos en bote.
- Aliviadero de Maray ("El Rebote"): Estructura de concreto que libera el exceso de agua del reservorio en épocas de lluvias intensas, creando un espectáculo imponente.